# Wanderlibelle
Die Wanderlibelle (Pantala flavescens) ist neben Pantala hymenaea die einzige Libellenart der Gattung Pantala aus der Unterfamilie Pantalinae. 1798 beschrieb Fabricius die Art erstmals. Sie gilt als die auf der gesamten Erde am weitesten verbreitete Libelle. 2019 wurde die Wanderlibelle zum ersten Mal in Deutschland sowie in der Schweiz nachgewiesen. Dieser Umstand wird mit den stattfindenden Klimaveränderungen in Verbindung gebracht und war auch Anlass zur Benennung dieser Art als „Libelle des Jahres 2021“.

## Merkmale

### Bau der Imago

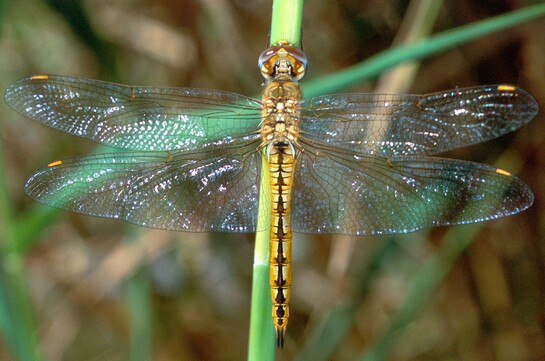
Ein Wanderlibellen-Weibchen; ähnlich wie diese können auch junge Männchen eine blass-orange Färbung aufweisen

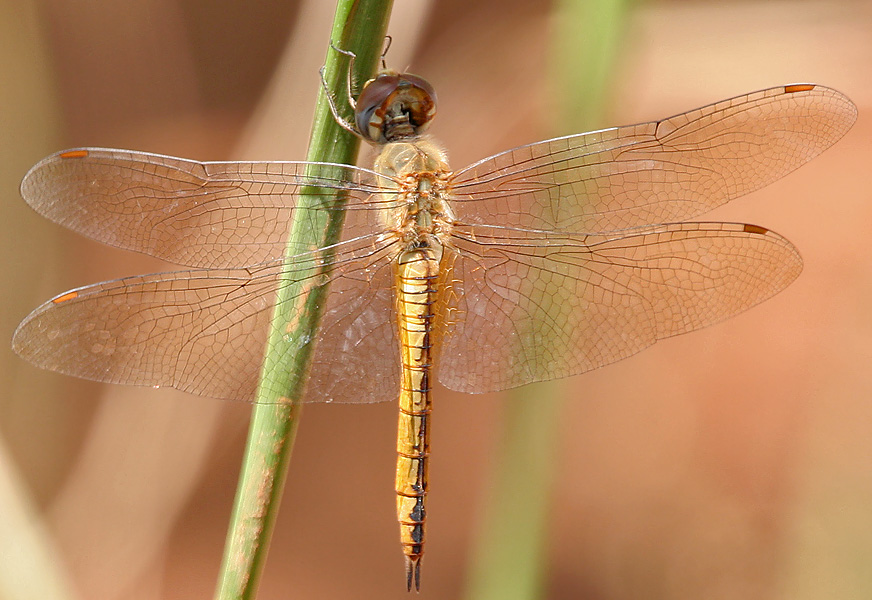
Hell gefärbtes Weibchen in Indien

Wanderlibellen werden bis zu 4,5 cm lang und erreichen Flügelspannweiten zwischen 7,2 cm und 8,4 cm. Die Vorderseite des Kopfes ist gelblich bis rötlich. Der Rumpf (Thorax) ist meist gelblich bis goldfarben mit einem dunklen Strich und behaart. Es wurden aber auch schon Exemplare mit bräunlichem oder olivfarbenem Thorax entdeckt. Der Hinterleib (Abdomen) weist eine ähnliche Farbcharakteristik wie der Thorax auf.
Am Hamulus, einem kleinen hakenförmigen Fortsatz am sekundären Geschlechtsorgan der Männchen, fehlt der äußere Ast oder ist vielmehr nur durch einen Wulst angedeutet. Beim Weibchen wiederum befinden sich auf dem letzten Segment der kahnförmigen Bauchplatte zwei kurze Scheidentaster.
Die Flügel sind nicht gefärbt und am Ansatz sehr breit. Auch hier wurden einzelne Exemplare mit olivfarbenen, bräunlichen und auch gelblichen Flügeln entdeckt. Auf der Osterinsel treten Wanderlibellen sogar mit schwarzen Flügeln auf.
Das Flügelmal oder Pterostigma ist wiederum gelblich, bei reifen Männchen auch rot. Am Flügelansatz und an der Flügelspitze kann bei den durchsichtigen Flügeln ein gelblicher Schatten auftreten. Die kastanienroten Facettenaugen nehmen, wie bei den Großlibellen (Anisoptera) üblich, einen großen Teil des Kopfes ein. Die erwähnten Farbabweichungen sind sicherlich mit eine Erklärung für die vielen wissenschaftlichen Beschreibungen unter verschiedenen Namen.

### Bau der Larven
Die Larve hat eine Länge von 24 bis 26 mm. Sie ist hellgrün mit leichter, hellbrauner Sprenkelung. Die rundlichen Augen sind seitlich unten am Kopf angeordnet, und das Abdomen endet stumpf.
Die paarigen Seitenplatten (Ventrolateralplatten) des elften Hinterleibssegmentes, der sogenannte Paraproct, sind von der Seite gesehen glatt. Die unpaare dorsale Platte des elften Hinterleibssegments, der sogenannte Epiproct, ist ungefähr gleich lang wie oder länger als der Paraproct. Dies unterscheidet sie von Larven der Gattung Tramea, bei denen der Epiproct kürzer als der Paraproct ist. Des Weiteren weist die Art am Palpus, einem Taster der Mundwerkzeuge, 12 bis 14 Borsten auf und somit weniger als P. hymenaea, welche hier zwischen 15 und 18 Borsten besitzt.

### Dimorphismen
Die weiblichen zeigen gegenüber den männlichen Tieren einige Unterschiede (Dimorphismen). Noch dazu kann hier eine Unterscheidung zwischen auf Kontinenten und auf Inseln lebenden Tieren getroffen werden. Generell gilt, dass die Flügel des Männchens dunkler als die des Weibchens sind. Bei Festlandtieren variiert bei den Männchen die Länge des Femurs, des längsten Beinabschnitts, stärker. Sie haben außerdem längere Vorder- und kürzere Hinterflügel als die Weibchen. Bei den Inselvertretern hingegen sind die Vorder- und Hinterflügel länger als die des Weibchens, und das Femur zeigt bei beiden die gleichen Variationen.
Weitere Unterschiede zwischen Festland- und Inseltieren betreffen insbesondere die Farbgebung. So sind Inselvertreter im Allgemeinen dunkler.

### Ähnliche Arten
Neben der Schwesterart Pantala hymenaea, die allerdings einen auffallenden braunen Basalfleck im Hinterflügel aufweist und generell etwas dunkler gefärbt ist, ist die Wanderlibelle insbesondere mit einigen Vertretern der Gattung Tramea zu verwechseln. Diese haben üblicherweise jedoch einen markanten Streifen auf ihren Hinterflügeln. In Europa haben Heidelibellen (Sympetrum spp.) eine gewisse Ähnlichkeit.

## Lebensweise

### Fortpflanzung und Entwicklung

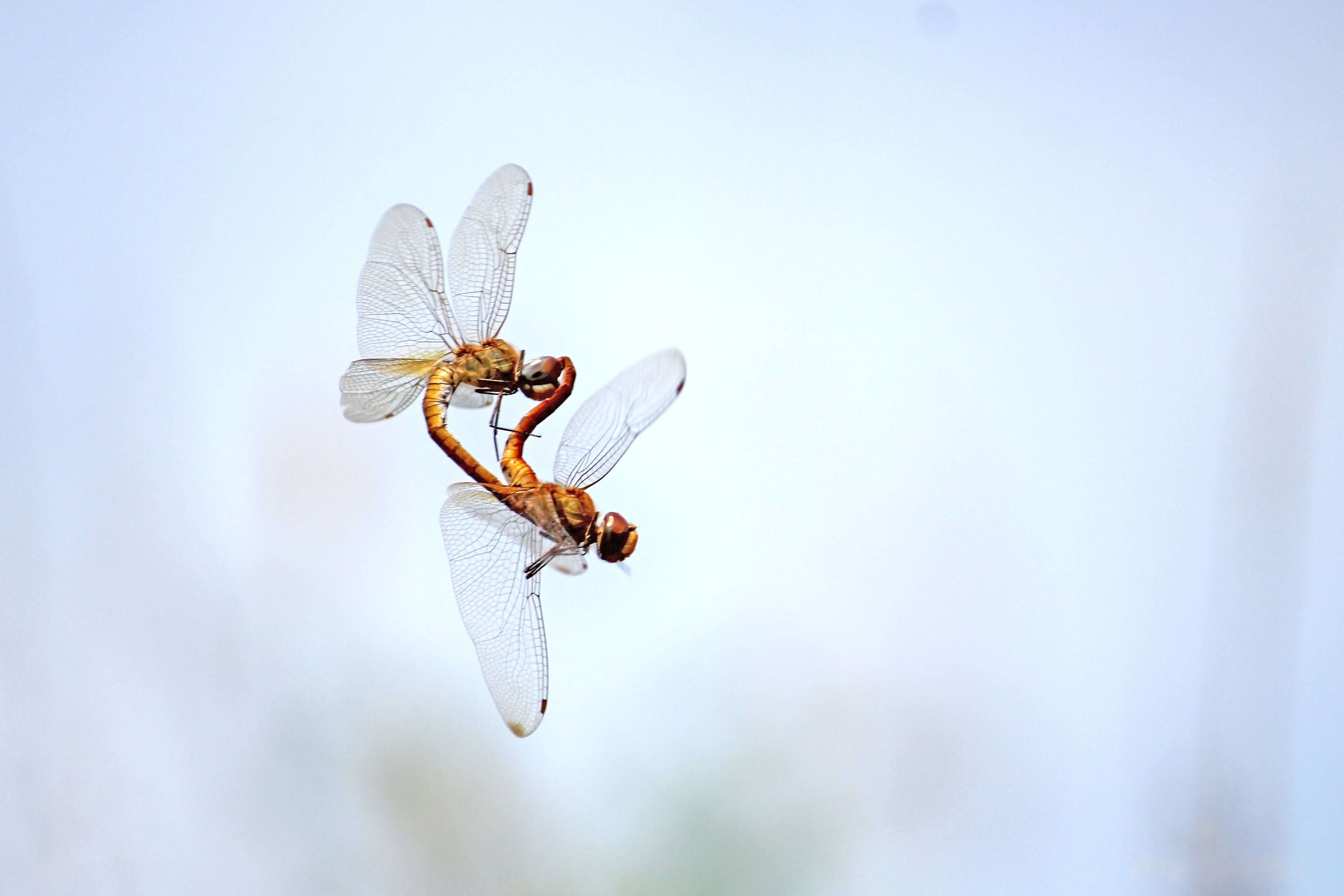
Fliegendes Paarungsrad von Wanderlibellen in Indien

Wie in der Familie der Segellibellen üblich, gibt es auch bei der Wanderlibelle keine ausgeprägten Balzrituale. Das Weibchen paart sich zwar viele Male, jedoch meist nur einmal am Tag.
Nach der Paarung fliegen die Wanderlibellen im Tandem, wobei das Weibchen zur Eiablage an das Männchen angekoppelt bleibt. Hierfür wählt das Tier teilweise ungeeignete Plätze wie frisch gewaschene Autos. Ein Gelege besteht aus ungefähr 500 bis 2000 Eiern. Die Eier haben die Form eines Rotationsellipsoids, wobei die große Halbachse 0,5 mm und die kleine 0,4 mm misst.
Die Larven entwickeln sich innerhalb von 38 bis 65 Tagen, was der Wanderlibelle ermöglicht, sich in nur temporären Gewässern oder auch in Swimmingpools zu vermehren. In einem Jahr entstehen so etwa drei bis vier Generationen. Die schnelle Entwicklungszeit und der Umstand, dass die Larven oft in nur saisonalen Gewässern reifen, gleicht die fehlende Tarnung gegenüber Fressfeinden aus. Allerdings scheinen die Larven sehr temperaturempfindlich zu sein. Die Lebenserwartung ist nicht bekannt, da eine Feststellung auf Grund der hohen Mobilität der Tiere nahezu unmöglich ist.

### Ernährung
Wie alle Libellenlarven leben auch jene der Wanderlibelle räuberisch. Verglichen mit anderen Arten der Familie der Segellibellen ist die Larve allerdings bei der Futtersuche sehr aktiv und ernährt sich relativ wahllos von allen möglichen im Wasser lebenden Wirbellosen, wie aquatischen Insekten-Larven und Flohkrebsen. Aber auch Kaulquappen und kleine Fische werden in die Ernährung einbezogen.
Die Imago ernährt sich überwiegend von kleinen Fluginsekten wie Mücken. Im Schwarm fressen sie auch fliegende Ameisen und Termiten.

### Flugverhalten

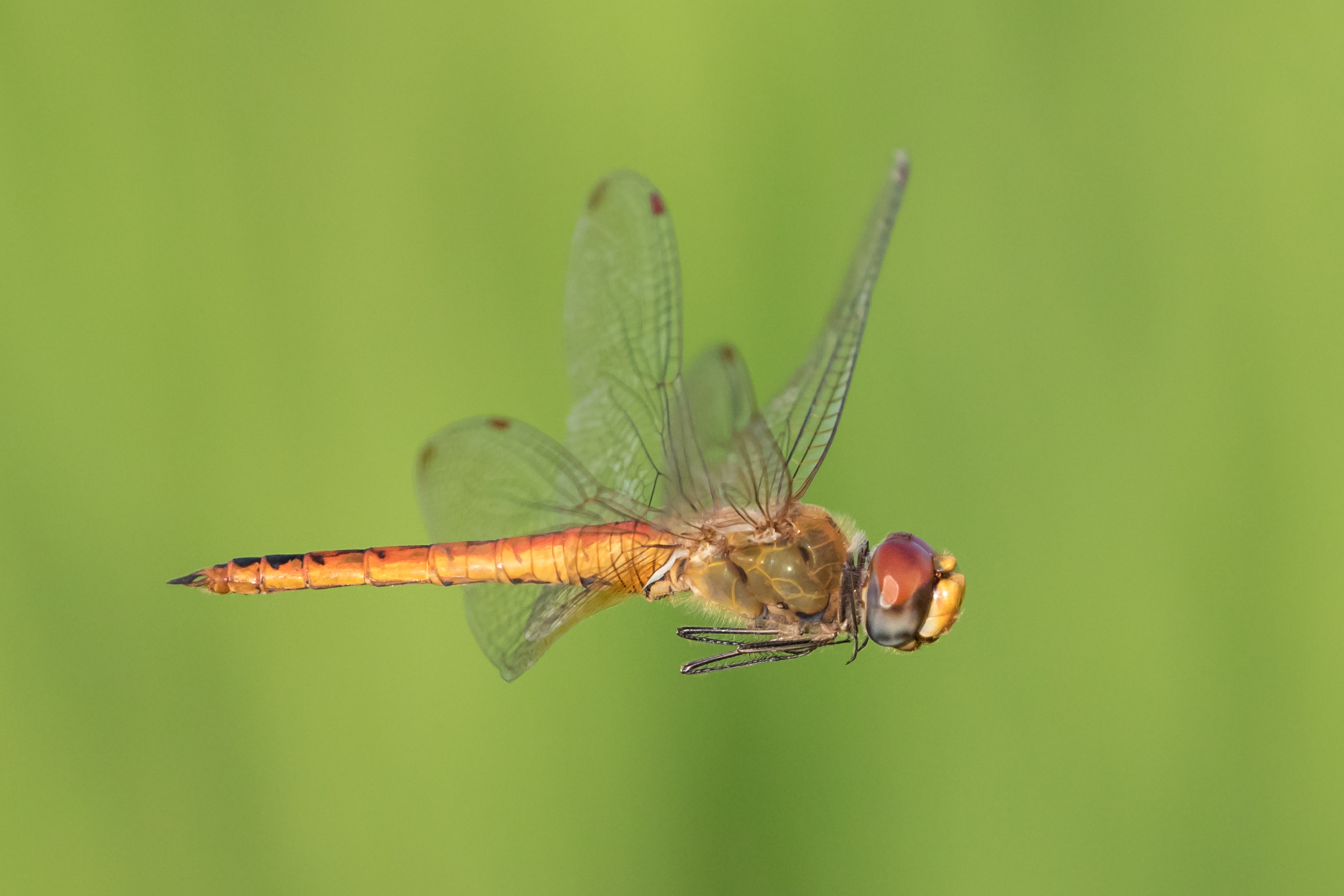
Flugstudie eines Männchens im Seitenprofil (in Laos)

Ihre Fluggeschwindigkeit beläuft sich auf 5 m/s. Besonders im Herbst fliegt die Wanderlibelle in großen Schwärmen, wobei sie sich die Thermik zu Nutze macht. Ein Bericht spricht hier sogar von einer „Wolke“, die 34 km² umfasste. Bevorzugt nutzt sie dabei feuchte Winde. Im normalen Flug halten sich Vertreter auf Inseln in Höhen von ein bis 2,5 m über dem Boden auf und unterbrechen ihren Flug bei aufziehenden Wolken. Die kontinentalen Vertreter hingegen wählen Flughöhen von drei bis vier Metern und unterbrechen ihren Flug auch bei schlechter Witterung nicht. Die Tiere auf der Osterinsel haben sich davon wegentwickelt, weit auf die offene See hinauszufliegen, da dies meist den sicheren Tod bedeutet.
Bei der Landung strebt das Tier eine vertikale Haltung an. Die Flügel stehen dabei wie bei allen Großlibellen vom Körper ab, werden also nicht angelegt.

### Verbreitung und Flugzeit

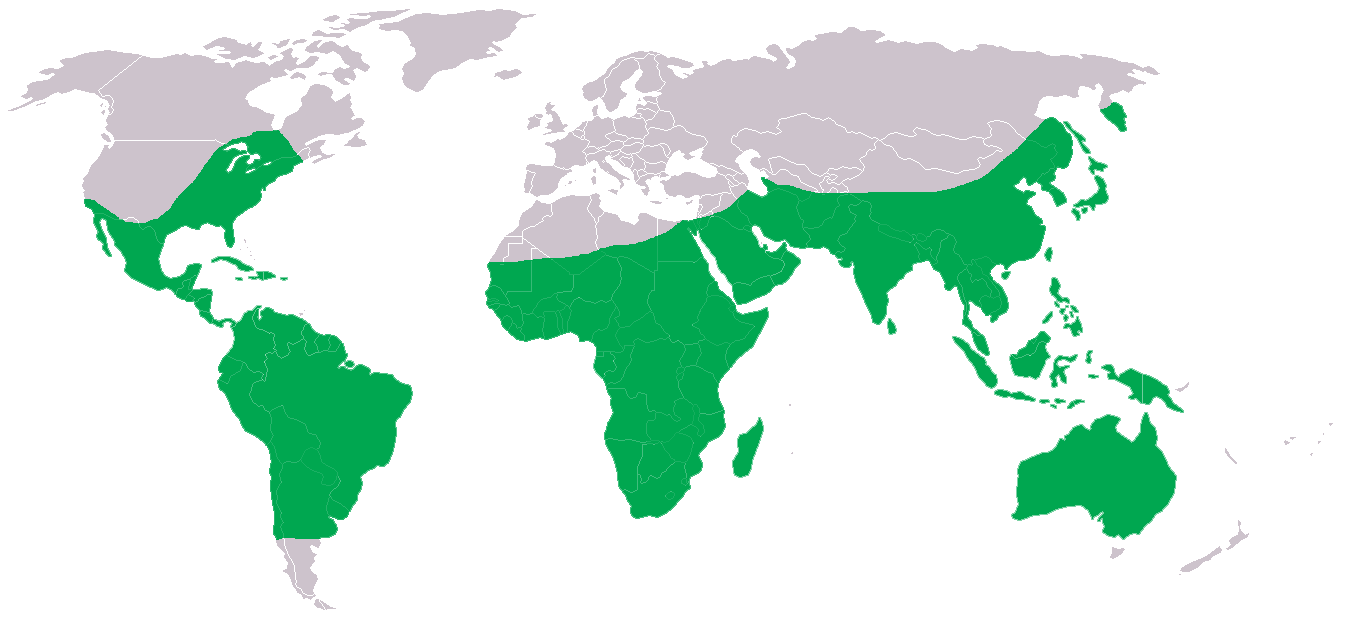
Verbreitungsgebiet der Wanderlibelle

Die Wanderlibelle hat ein extrem weites Verbreitungsgebiet, das ungefähr bis zum 40. Breitengrad bzw. zu den 20-°C-Isothermen reicht. Dabei bezeichnen die 20-°C-Isothermen jenes Gebiet, in dem die Temperatur im Jahresmittel 20 °C beträgt. Damit tritt sie sowohl in den Tropen als auch in den gemäßigten Zonen Nordamerikas auf. Aus Europa gibt es nur vereinzelte Sichtungen der Art, wobei seriöse Nachweise bislang vor allem aus der Ägäis und dem angrenzenden Festland stammen. Wanderlibellen-Meldungen aus England oder Frankreich sind als äußerst zweifelhaft zu werten oder auf z. B. mit Bananenlieferungen importierte Tiere zurückzuführen. Als eine Erklärung für das Fehlen der sonst so verbreiteten Art in Europa wird die Barrierewirkung der Sahara angesehen. Diese macht mit ihren ungünstigen Winden, wie dem trockenen Scirocco, und ihrer ausgeprägten Trockenheit dem Tier die Überquerung nahezu unmöglich. Seit den 2010er-Jahren häufen sich allerdings doch Einzelsichtungen auch in den gemäßigten Zonen Europas, die nicht auf anthropogenen Verschleppungen beruhen. Dieser Umstand wird als eine Folge des fortschreitenden Klimawandels interpretiert. Als bislang nördlichster Fundpunkt gilt die Kurische Nehrung (Oblast Kaliningrad) im Jahr 2013, auch beispielsweise in Polen erfolgte 2016 eine Sichtung. In Deutschland gelang im Juli 2019 der erste Freiland-Nachweis eines Männchens in der südbrandenburgischen Bergbaufolgelandschaft. Im Folgemonat wurde am gleichen Ort zudem eine Exuvie der Art entdeckt, was auf eine erfolgreiche Reproduktion hinweist. Gleiches wurde 2019 auch in der Schweiz dokumentiert.
Das Eintreffen in den Subtropen und Tropen fällt mit der tropischen Konvergenzzone zusammen. Hierin zeigt sich auch wieder ihre Vorliebe für feuchte Winde. So trifft die Wanderlibelle im südostindischen Tamil Nadu erst mit dem zweiten Monsun ein – denn erst dieser bringt in jener Region den Regen. Im restlichen Indien hingegen trifft sie bereits mit dem ersten, regenbringenden Monsun ein. Sie wurde als am höchsten fliegende bisher bekannte Libelle bei circa 6.200 m im Himalaya gesichtet. Auch war die Wanderlibelle eine der ersten Arten, die sich nach den Kernwaffentests wieder auf dem Bikini-Atoll ansiedelten. Zudem ist sie die einzige Libellenart, die auf der Osterinsel vorkommt. Die dort vertretenen Individuen scheinen sich durch ihren kleineren Genpool von den kontinentalen Individuen abzukoppeln, wodurch langsam eine neue Art entsteht (Gendrift). In kälteren Gebieten wie Südaustralien und Nordkanada kann die Wanderlibelle nicht überwintern und wird daher jedes Jahr aufs Neue durch Migranten ersetzt.

## Namensgebung

### Trivialnamen
Der Trivialname Wanderlibelle erklärt sich aus ihrem ausgeprägten Migrationsverhalten, das sich aus ihrer Fähigkeit, mehrere Stunden ununterbrochen zu fliegen, ergibt. Auch der englische Trivialname Wandering Glider beziehungsweise Globe Skimmer deutet dies an. Der zum Beispiel in Hongkong gebräuchliche Name Typhoon Dragonfly resultiert aus dem Eintreffen der Libelle zusammen mit oder kurz vor dem Regen. Der japanische Name ist ウスバキトンボ, ausgesprochen „Usubaki-Tombo“, also Usubaki-Libelle. Der Name in Kanji 薄羽黄蜻蛉, der japanische Fachname, ausgesprochen „Usubaneki-Tombo“, heißt Kanji für Kanji:
- 薄 = Usu = zierlich, dünn
- 羽 = Ba(ne) = Flügel
- 黄 = Ki = gelb
- 蜻蛉 = Tombo = Libelle

Dies lässt sich also übersetzen als „gelbe Libelle mit zierlichen Flügeln“.

### Wissenschaftlicher Name
Der wissenschaftliche Name Pantala flavescens besteht zum einen aus dem Wort Pantala, das „alle Flügel“ bedeutet und auf die großen und langen Flügel anspielt, zum anderen aus dem lateinischen flavescens, das gold/gelb heißt und sich auf die ausgeprägte goldene Färbung bezieht.
Die Art wurde erstmals 1798 als Libellula flavescens durch Fabricius folgendermaßen beschrieben:

„L. [flavescens] alis hyalinis: stigmate niveo, corpore flavescente. Habitat in India Dom. Daldorff. Statura praecedentium. Caput flavescens oculis magnis, fuscis. Thorax flavescens, immaculatus. Abdomen compressum, flavescens linea dorsali nigra. Alae albae stigmate marginali niveo.“

Der dieser Erstbeschreibung zugrunde liegende Holotyp wird im Zoologischen Museum der Universität Kopenhagen aufbewahrt und war ein Weibchen aus Indien. In den folgenden Jahren tauchten einige weitere Beschreibungen mit wechselnden Namen auf. 1805 bezeichnete Palisot de Beauvois ein Tier aus Nigeria als Libellula viridula. Etwa 1823 beschrieb der britische Entomologe Dale in einem unveröffentlichten Manuskript ein angeblich in Norfolk gefangenes Männchen als Libellula sparshalli, das sich heute im Hope Museum in Oxford befindet. Im Jahr 1839 betitelte Burmeister ein Männchen aus Madras, das sich heute in der Zoologischen Sammlung Halle befindet, als Libellula analis und ein weiteres Männchen aus Brasilien als Libellula terminalis. Letzteres befindet sich im Naturhistorischen Museum Wien. 1910 lichtete sich das Feld, als Muttkowski die Synonymität der Arten erkannte. Bis auf eine Beschreibung im Jahr 1955, als Sympetrum tandicola durch Singh anhand eines Männchens aus dem Himalaya, das sich heute im Zoology Survey India in Kalkutta befindet, folgten nun nur noch Publikationen, in denen die Art als Pantala flavescens bezeichnet wurde. Singhs Sympetrum tandicola wurde 1973 durch Mitra mit Pantala flavescens synonymisiert.

## Systematik
Die Wanderlibelle bildet zusammen mit Pantala hymenaea die Gattung Pantala. Diese ist wiederum namensgebend für die Unterfamilie Pantalinae innerhalb der Familie der Segellibellen.
Auch die Schwesterart Pantala hymenaea ist, wie der fehlende deutsche Trivialname bereits impliziert, weder in Deutschland noch in Europa heimisch.
In der Kladistik wird die Gattung Pantala innerhalb der Pantalinae allen anderen Gattungen dieser Unterfamilie gegenübergestellt. Für die Unterfamilien der Segellibellen gibt es aktuell keine Untersuchung, die eine dichotome Darstellung der Phylogenie erlaubt, die Pantalinae lassen sich nach aktuellem Forschungsstand also nicht eindeutig einer anderen Unterfamilie als Schwestergruppe gegenüberstellen.
|         | andere Gattungen                                                                        |
|         |                                                                                         |
| Pantala | \| \| Wanderlibelle (Pantala flavescens) \| \| \| \| \| \| Pantala hymenaea \| \| \| \| |
|         | \| \| Wanderlibelle (Pantala flavescens) \| \| \| \| \| \| Pantala hymenaea \| \| \| \| |
|         | Wanderlibelle (Pantala flavescens)                                                      |
|         |                                                                                         |
|         | Pantala hymenaea                                                                        |
|         |                                                                                         |

|  | Wanderlibelle (Pantala flavescens) |
|  |                                    |
|  | Pantala hymenaea                   |
|  |                                    |

|         | andere Gattungen                                                                        |
|         |                                                                                         |
| Pantala | \| \| Wanderlibelle (Pantala flavescens) \| \| \| \| \| \| Pantala hymenaea \| \| \| \| |
|         | \| \| Wanderlibelle (Pantala flavescens) \| \| \| \| \| \| Pantala hymenaea \| \| \| \| |
|         | Wanderlibelle (Pantala flavescens)                                                      |
|         |                                                                                         |
|         | Pantala hymenaea                                                                        |
|         |                                                                                         |

|  | Wanderlibelle (Pantala flavescens) |
|  |                                    |
|  | Pantala hymenaea                   |
|  |                                    |

## Schutzstatus

Der Schutzstatus der Wanderlibelle in den Bundesstaaten der USA und Kanadas

Die Wanderlibelle hat weltweit den Schutzstatus G5, womit sie als in hohen Zahlen vorkommende, sehr weit verbreitete und ungefährdete Art eingestuft wird. Diesen Status erhielt sie am 30. Dezember 1985. In den USA hat sie den national äquivalenten Schutzstatus N5. In Kanada hingegen ist sie mit N4 niedriger eingestuft. Dies bedeutet, dass der Bestand zwar momentan als gut eingeschätzt wird und die Art als ungefährdet gilt, aber auf lange Sicht Bedenken bestehen. Auch auf der Ebene vieler Bundesstaaten in den USA und Kanada wurde ein Schutzstatus vergeben. Diese sind in der Graphik rechts in ihrer Entwicklung dargestellt.

## Briefmarken
Ihrer hohen Verbreitung verdankt die Wanderlibelle auch, dass sie auf einigen Briefmarken abgebildet ist. So veröffentlichte Wallis und Futuna am 29. Juli 1974 eine 45-Franc-Briefmarke, die eine Wanderlibelle über einer Wasserfläche mit etwas Gewächs zeigt. Sie hat die Michel-Nummer 257 und erschien in einer Reihe von Insekten-Motiven. Im Jahr 1975 führten die Pitcairninseln am 9. November eine Marke ein, die eine Wanderlibelle vor dunkelblauen Hintergrund zeigt und 15 Cent wert war. Ihre Michel-Nummer ist 154, sie erschien ebenfalls in einer Insekten-Kollektion.
Tuvalu brachte am 25. Mai 1983 eine 10-Cent-Briefmarke heraus, die eine Wanderlibelle zeigt. Die lithographische Abbildung wurde von J. E. Cooter gestaltet. Ihre Michel-Nummer ist 190, und sie erschien in einer Reihe von Libellen. Die Darstellung beschränkt sich hier auf die Libelle mit Gräsern.
Eine weitere Wanderlibellen-Briefmarke erschien am 25. Dezember 1983 in Botswana zu 6 Thebe. Sie zeigt die Libelle vor blauem Hintergrund auf einem Gewächs.
Wiederum in Wallis und Futuna erschien am 4. August 1998 eine Briefmarke, die das Tier diesmal vor gelblichem Hintergrund im Fluge zeigt. Der Wert betrug  36 F und die Michel-Nummer ist 736. Auch sie erschien zusammen mit anderen Insekten-Motiven. Die bislang neueste Briefmarke stammt aus dem Jahre 2003 und erschien in Nordkorea. Ihr Wert beträgt 15 Won, und sie stellt eine auf einer Ähre sitzende Wanderlibelle dar.

## Literatur

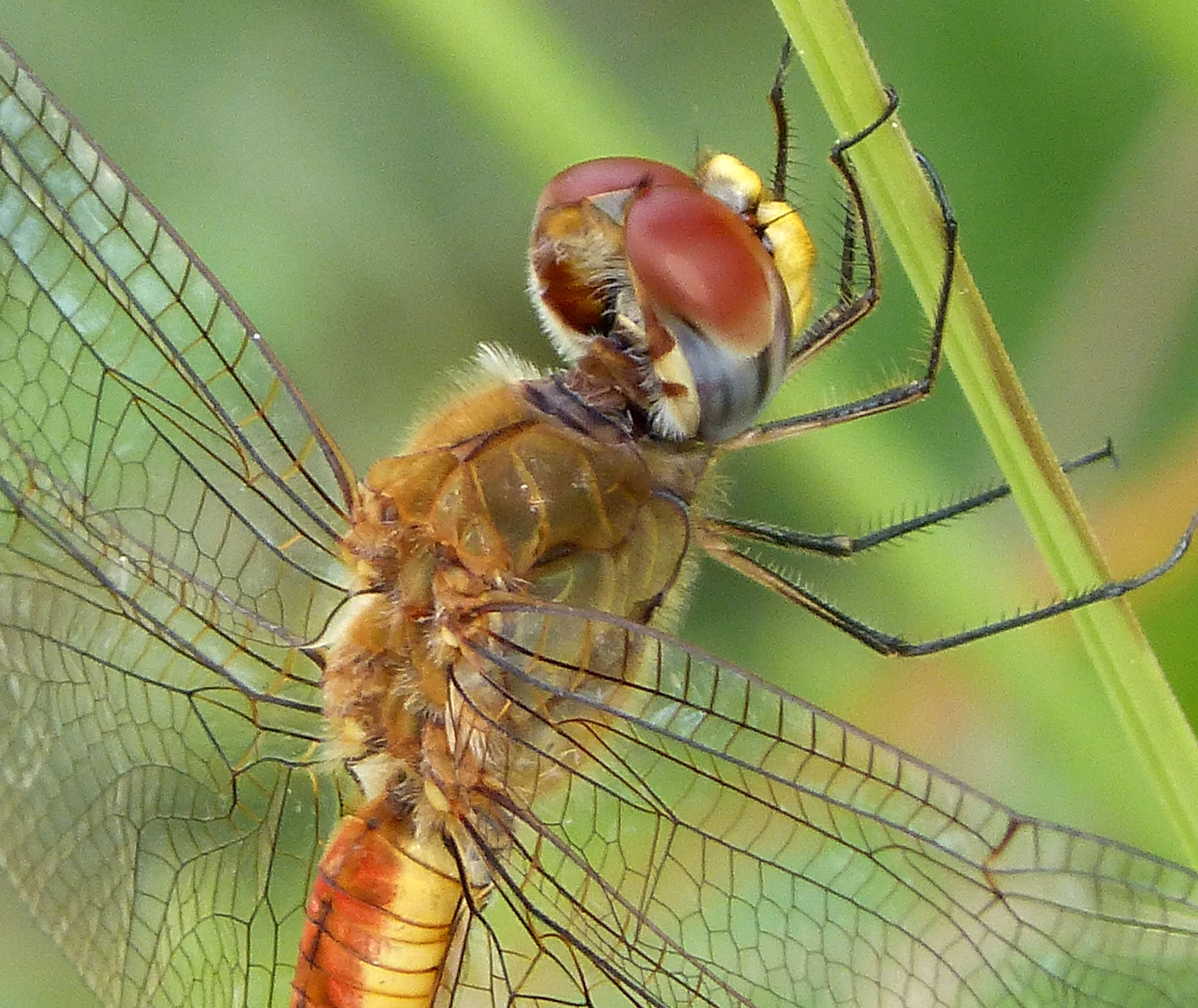
Detailansicht von Kopf und Thorax eines Exemplars in Kuba

### Erstbeschreibungen
- Fabricius: Entomologia systematica emendata et aucta. Supplement. S. 285.
- Beauvois: Insectes recueillis en Afrique et en Amérique. S. 69.
- Burmeister: Handbuch der Entomologie. Band 2, S. 852.

(Quelle unter)

### Sekundärliteratur
- Arnett H. Ross jr.: American Insects. A Handbook of Insects of America North of Mexico. CRC Press, Boca Raton 2000, ISBN 0-8493-0212-9.
- Cynthia Berger: Dragonflies (Wild Guides). Stackpole Books, Mechanicsburg (Pennsylvania) 2004, ISBN 0-8117-2971-0, S. 97.
- Gerhard Jurzitza: Unsere Libellen. Franckh, 1978, ISBN 3-440-04553-6.
- Jill Silsby: Dragonflies of the World. The Natural History Museum, Plymouth 2001, ISBN 0-565-09165-4.

### Wissenschaftliche Sekundärliteratur und Artikel
- Philip S. Corbet: Dragonflies: Behaviour and Ecology of Odonata. Harley Books, Colchester 1999, ISBN 0-946589-64-X.
- F. C. Fraser: A restatement of the case of Pantala flavescens (F.) (Odon., Libellulidae) as a casual visitor to Britain. In: The Entomologist’s monthly Magazine. Band 92, 1956, ISSN 0013-8908, S. 347–350.
- J. H. Hawking, B. A. Ingram: Rate of larval development of Pantala flavescens (Fabricius) at its southern limit of range in Australia. (Odonata: Libellulidae). In: Odonatologica. Band 23, 1994, ISSN 0375-0183, S. 63–68.
- A. Kumar: On the life history of Pantala flavescens (Fabricius) (Libellulidae: Odonata). In: Annals of the Entomological Society of America. Band 2, Nr. 1, 1984, ISSN 0013-8746, S. 43–50.
- G. Laister: Pantala flavescens auf Rhodos, mit einem Überblick über den Status der Art in Europa (Odonata: Libellulidae). In: Libellula Supplement. Band 6, 2005, ISSN 0723-6514, S. 33–40.
- M. Samways, R. Osborn: Divergence in a transoceanic circumtropical dragonfly on a remote island. In: Journal of Biogeography. Band 25, 1998, ISSN 0305-0270, S. 935–946.
- Henrik Steinmann: World Catalogue of Odonata. Band II (Anisoptera). de Gruyter, Berlin/New York 1997, ISBN 3-11-014934-6, S. 542 f.
- K. van Damme, H. J. Dumont: A drought–resistant larva of Pantala flavescens (Fabricius, 1798) (Odonata: Libellulidae) in the Lencois Maranhenses, NE-Brazil. In: International Journal of Odonatology. Band 2, 1999, ISSN 1388-7890, S. 69–76.